# Østervangkirken

Østervangkirken er en kirke på Dommervangen i Hvissinge i Glostrup Kommune. Den blev opført 1967-1970. Arkitekt: Holger Jensen.